# Ульги (Жамбылский район)
Ульги (каз. Үлгі) — село в Жамбылском районе Северо-Казахстанской области Казахстана. Входит в состав Архангельского сельского округа. Код КАТО — 594633400.

## Население
В 1999 году население села составляло 363 человека (178 мужчин и 185 женщин). По данным переписи 2009 года, в селе проживало 235 человек (120 мужчин и 115 женщин).